# Уналга (остров)
Уналга (англ. Unalga Island, алеут. Unalĝa) — остров в составе группы Лисьих островов, которые в свою очередь входят в состав Алеутских островов. В административном отношении относится к боро Восточные Алеутские острова (самый западный остров этого боро), штат Аляска, США.

## География
Расположен вблизи северо-восточного побережья острова Уналашка, к юго-западу от острова Акутан, от которого отделён проливом Акутан. Составляет примерно 7,2 км в длину. Площадь острова — 28,5 км². Самая высокая точка — 84 м над уровнем моря.

## История
Остров описан под названием Кигалга у Г.И. Шелихова в его «Путешествии г. Шелехова с 1783 по 1790 год из Охотска по Восточному Океану к Американским берегам...»:

Кигалга, остров, лежит от Уналашки к Востоку в 5 верстах; в длину имеет не больше 10, а в ширину 1 верста. Лесу и речек на нем нет, а для пищи ростет Сарана, коренье; сладкая трава, ягоды шикша; на нем водятся Лисицы тех же родов и нерпы, а Бобров нет.

В 1867 году территория перешла в состав Северо-Американских Соединённых Штатов в результате сделки с Российской империей. Ныне входят в состав штата Аляска, образованного с 1959 года.